# Ochrosia
Ochrosia là chi thực vật có hoa trong họ Apocynaceae.

## Hình ảnh

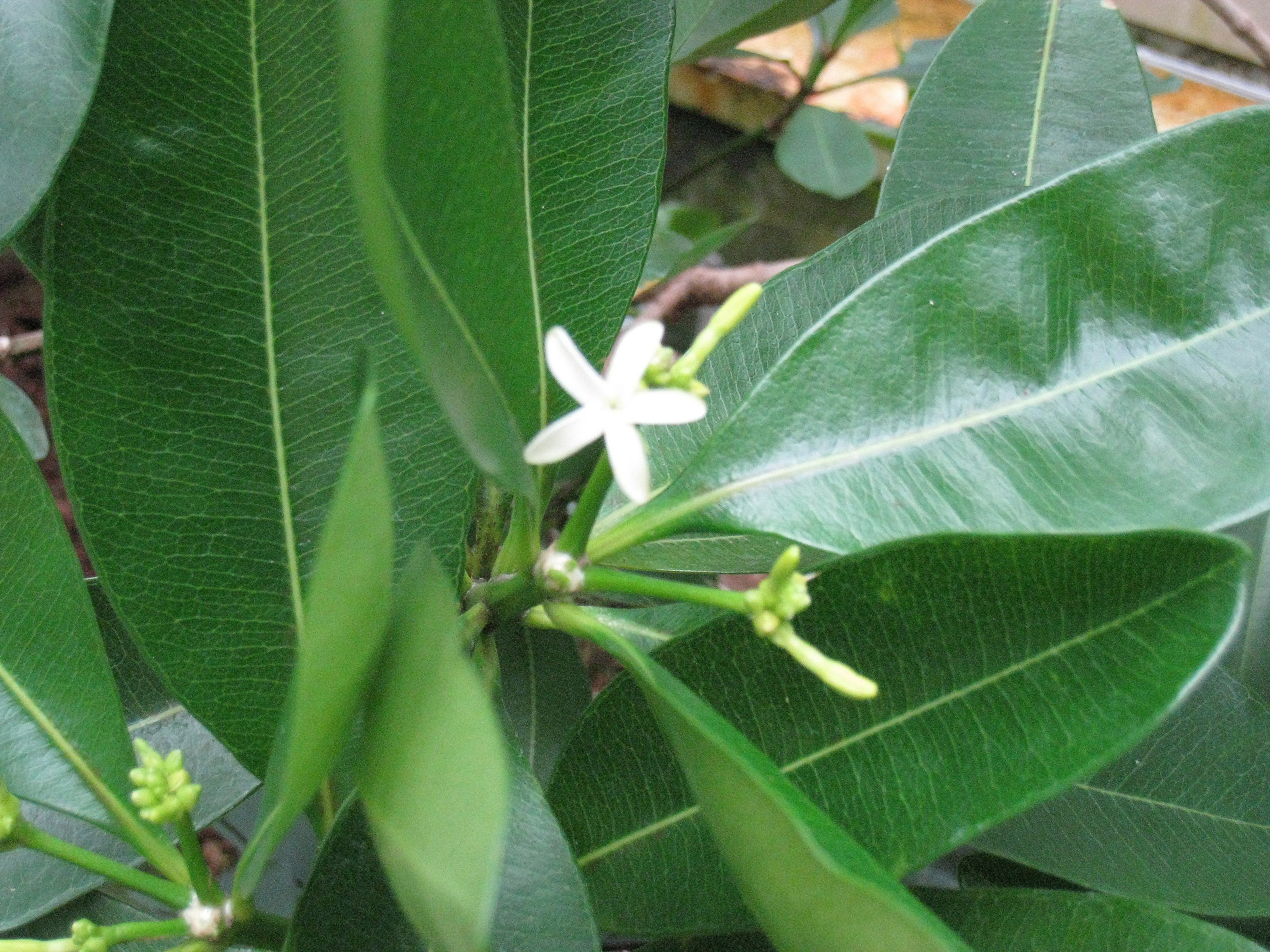
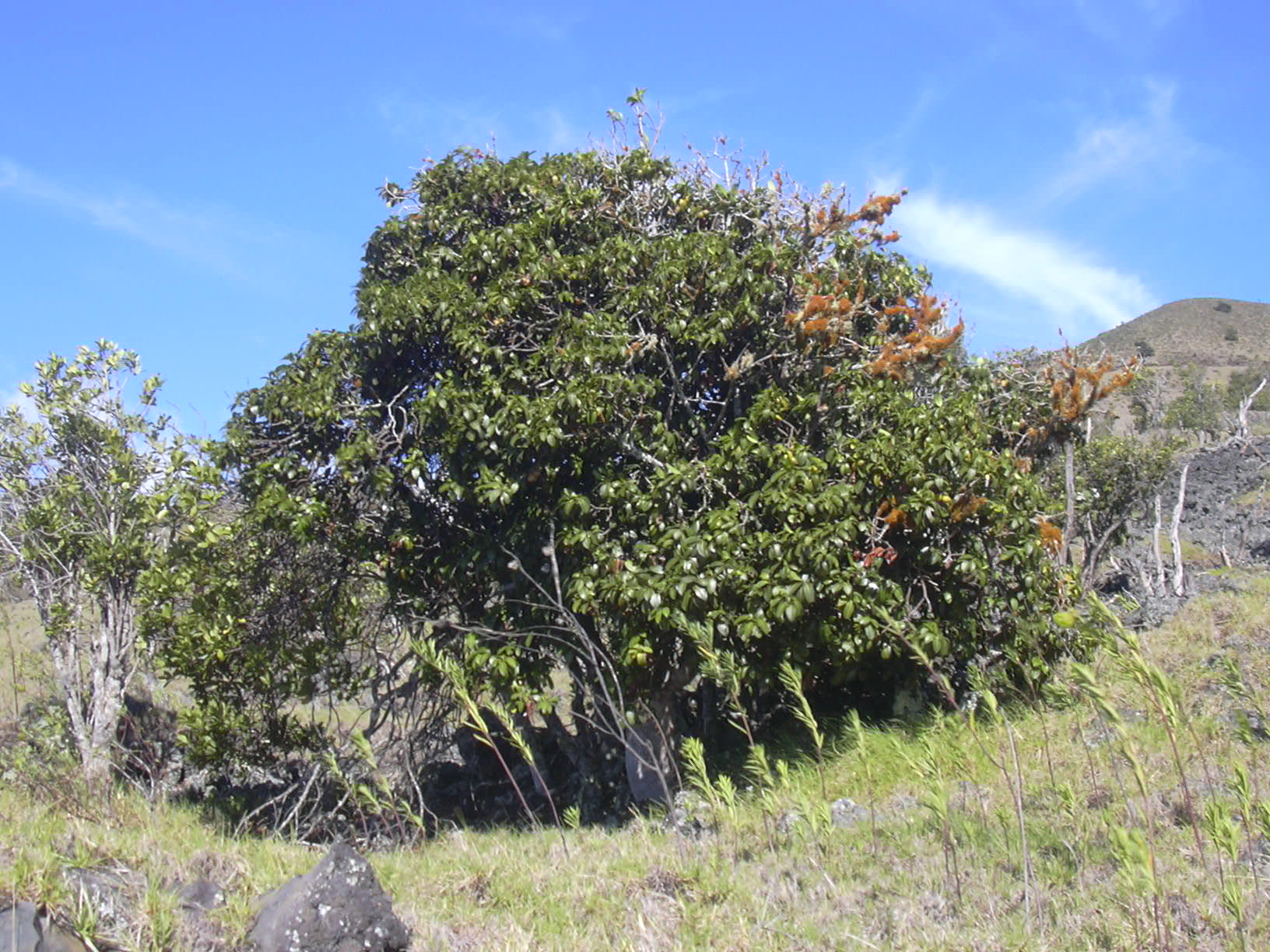
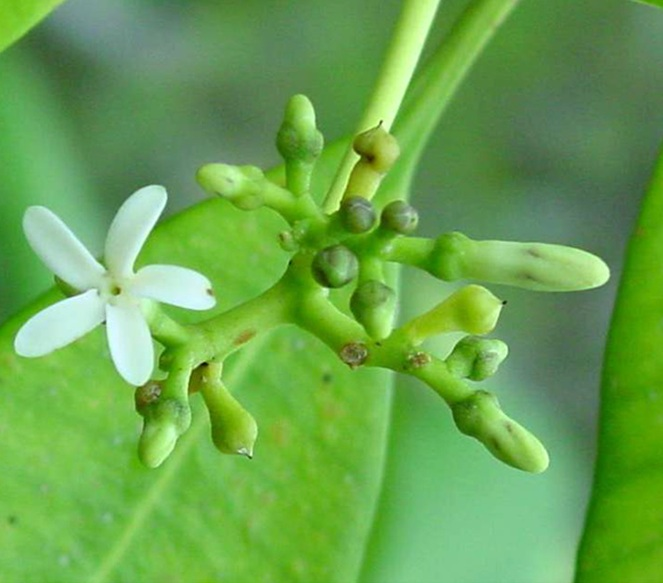
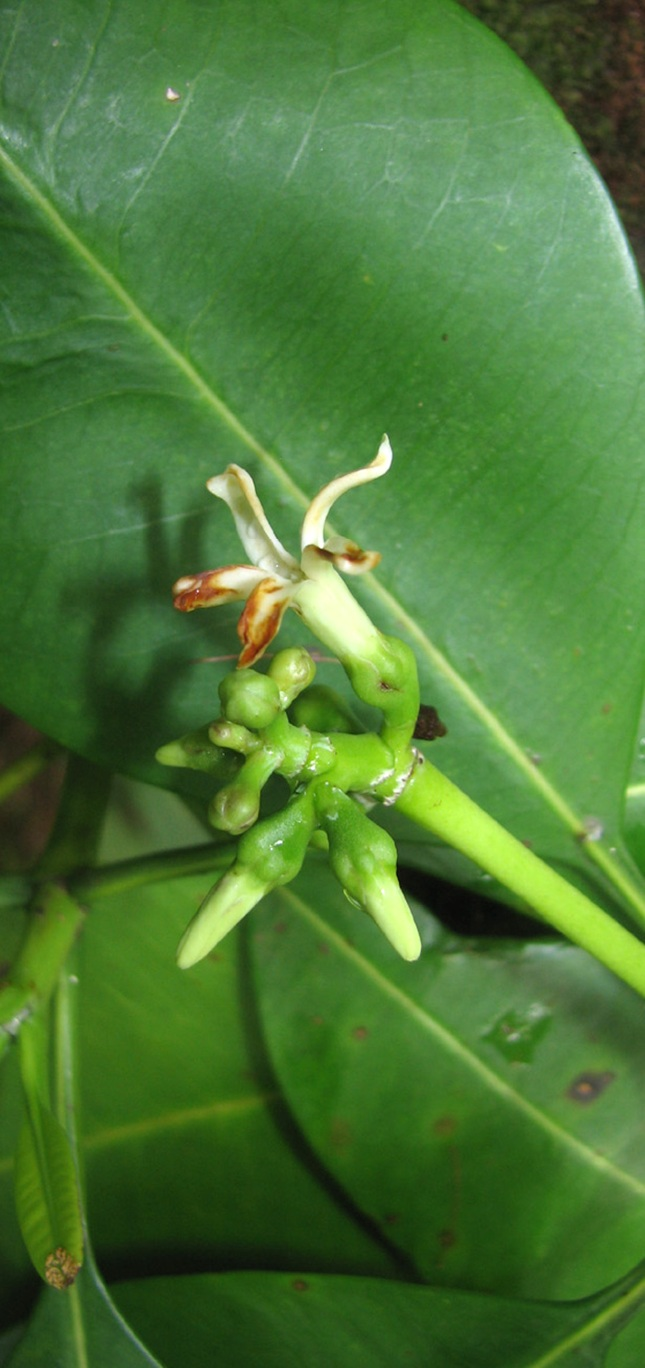